# Alessandro Cinuzzi

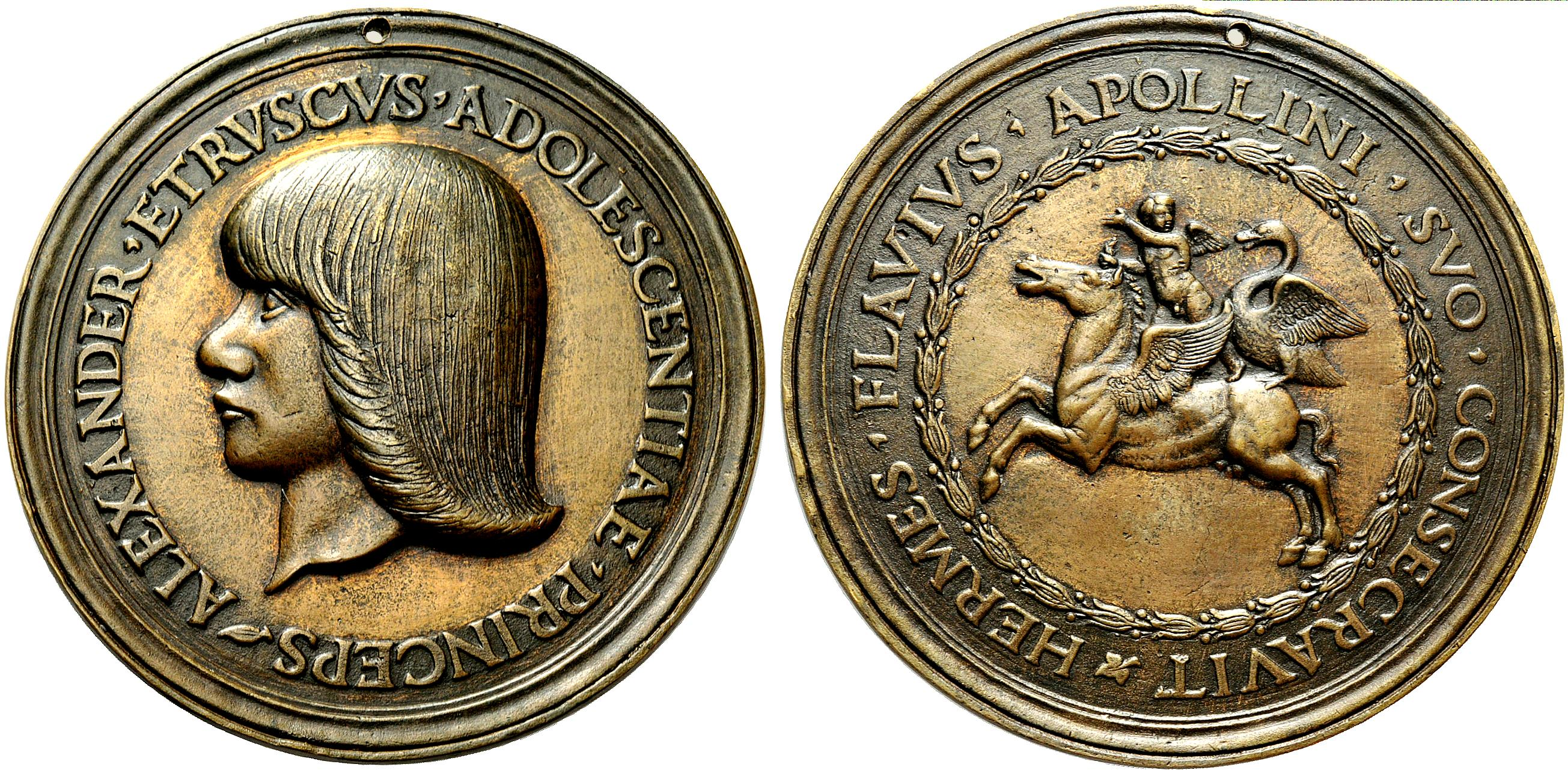
Porträt auf einer Gedenk-Medaille (1474)

Alessandro Cinuzzi (auch Alexander Senensis; * 19. April 1458 in Siena; † 8. oder 9. Januar 1474) hatte im Haushalt von Girolamo Riario als Page gedient. Letzterer war ein jüngerer Bruder des Kardinals Pietro Riario, des Lieblingsneffen von Papst Sixtus IV. Cinuzzi erlag einem tückischen Fieber.
Um den Verstorbenen trauerte ein kleiner Freundeskreis. Dieser Trauer um den „allerschönsten Jungen“ („formosissimus puer“) wurde  literarisch mit der als Inkunabel gedruckten 32-seitigen Gedichtsammlung Epigrammata poetarum multorum Alexandri pueri Senensis entsprochen. Ferner wurde durch den italienischen Medailleur Lysippus den Jüngeren eine große Gedenk-Medaille geschaffen. Diese zeigt recto ein Porträt des jungen Mannes mit Umschrift Alexander etruscus adolescentiae princeps. Verso reiten auf einem Pegasus ein geflügelter Amor und eine abflugbereite Gans, umschrieben mit Hermes Flavius Apollini suo consecravit.

## Ausgaben
- Epigrammata poetarum multorum Alexandri pueri Senensis. Apud Sanctum Marcum (Vitus Puecher), Rom, ohne Datum (Digitalisat der Bayerischen Staatsbibliothek München: „kurz nach 1474“, Digitalisat der Bibliothèque nationale de France: 1477)
- Formosissimus Puer: Gedichte auf den Tod des Pagen Alessandro Cinuzzi, 1474. Männerschwarm-Verlag, Hamburg 2009, ISBN 3-939542-50-4